# 帕妮帕·翁帕他那吉
帕妮帕·翁帕他那吉（1997年8月8日—）生于素叻他尼，是一名泰国女子跆拳道运动员。她7岁时开始练习跆拳道。
2014年，翁帕他那吉在中国南京举办的第二届青奥跆拳道女子44公斤级项目上夺得冠军。同年，她获颁Direkgunabhorn四级勋章。2015年，她获得了泰国最佳女子青年运动员奖。2016年，她在巴西里约举办的第31届夏季奥运中获得跆拳道女子49公斤级铜牌。此後又在日本東京举办的第32届夏季奥运中获得跆拳道女子49公斤级金牌。

## 皇家勋章
- 2014 –  Direkgunabhorn四级勋章[6]